# Comunità Montana Cinque Valli Bolognesi
Die Comunità Montana Cinque Valli Bolognesi  ist eine Vereinigung von insgesamt 8 Gemeinden in der italienischen Metropolitanstadt Bologna. Sie umfasst die Täler der Flüsse Savena, Sambro und Setta, zusammen mit den Flüssen Reno und Idice.  
Sie besteht aus den folgenden Gemeinden:
- Castiglione dei Pepoli
- Loiano
- Monghidoro
- Monterenzio
- Monzuno
- Pianoro
- Sasso Marconi
- San Benedetto Val di Sambro

Die Gemeinschaft grenzt im Norden an die Gemeinden von Casalecchio di Reno und Bologna; im Süden an die Metropolitanstadt Florenz und die Provinz Prato; im Osten an die Comunità Montana Valle del Santerno; im Westen an die Comunità Montana Alta e Media Valle del Reno und die Comunità Montana Valle del Samoggia.  
Das Gebiet ist vom Neubau der Eisenbahnstrecke für Hochgeschwindigkeitszüge und vom Ausbau der Autobahn betroffen. Die letztere ist auch als „Variante di Valico“ („Übergangsumgehungsstraße“) bekannt.
Momentan wird die Bildung des Naturschutzgebiets von Contrafforte Pliocenico erwogen, das eine Fläche von ungefähr 757 Hektar im Gebiet der Comunità Montana haben wird.